# Віола да гамба

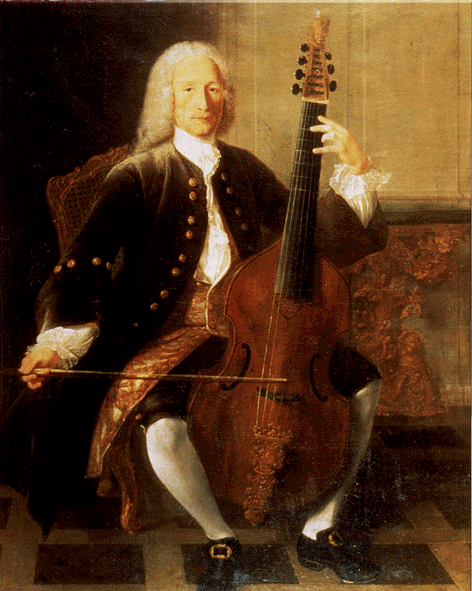
Віоліст Жан Батист Форкре зі своїм інструментом

Віола да гамба (італ. viola da gamba — ножна віола), або просто віола, а також просто  гамба — це старовинний струнний смичковий музичний інструмент, близький за розміром і діапазоном до сучасної віолончелі. На віолі да гамба грали сидячи, тримаючи інструмент між ніг або поклавши боком на стегно — звідси назва. 
Віола — це також загальна назва струнних смичкових інструментів, поширених у середні віки в романських країнах.
Для віоли було написано багато творів найвизначніших авторів середини XVIII ст. Проте вже в кінці століття ці партії виконувалися на віолончелі. Ґете назвав Карла Фрідріха Абеля останнім віртуозом гри на віолі да гамба. На початку XX століття виконавці-автентисти відродили віолу да гамба: першим гамбістом нового часу став Крістіан Деберайнер, який дебютував на цьому інструменті 1905 року виконанням сонати Абеля.